# Ringen in der Schweiz
Der Ringsport in der Schweiz ist in den Stilarten Freistil und Griechisch-römisch fest verankert und wird in zahlreichen regionalen Vereinen und Clubs ausgeübt. Die Schweiz ist zudem Sitz des internationalen Ringerverbands United World Wrestling (UWW), der in Lausanne ansässig ist. Dort wurden bislang sowohl eine Weltmeisterschaft als auch eine Europameisterschaft ausgetragen.
Neben dem olympischen Ringen nimmt das Schwingen, eine traditionelle Schweizer Kampfsportart, eine besonders herausragende Stellung ein und gilt als Nationalsport.

## Schweizer Medaillengewinner bei Olympischen Spielen
Die folgende Liste gibt eine Übersicht der Schweizer, die bei Olympischen Spielen eine Medaille erringen konnten.
| Name            | Medaille | Jahr | Stilart | Gewichtsklasse | Verein | Bemerkung                    |
| --------------- | -------- | ---- | ------- | -------------- | ------ | ---------------------------- |
| Robert Roth     | Gold     | 1920 | FS      | über 82,5 kg   |        | Schwingerkönig 1919 und 1921 |
| Charles Courant | Silber   | 1920 | FS      | bis 82,5 kg    |        |                              |
|                 | Bronze   | 1924 | FS      | bis 87 kg      |        |                              |
| Henri Wernli    | Silber   | 1924 | FS      | über 87 kg     |        | Schwingerkönig 1926          |
| Otto Müller     | Bronze   | 1924 | FS      | bis 72 kg      |        |                              |
| Fritz Hagmann   | Gold     | 1924 | FS      | bis 79 kg      |        |                              |
| Hermann Gehri   | Gold     | 1924 | FS      | bis 72 kg      |        |                              |
| Hans Minder     | Bronze   | 1928 | FS      | bis 61 kg      |        |                              |
| Ernst Kyburz    | Gold     | 1928 | FS      | bis 79 kg      |        |                              |
| Arnold Bögli    | Silber   | 1928 | FS      | bis 87 kg      |        |                              |
| Fritz Stöckli   | Silber   | 1948 | FS      | bis 87 kg      |        |                              |
| Adolf Müller    | Bronze   | 1948 | FS      | bis 62 kg      |        |                              |
| Hermann Baumann | Bronze   | 1948 | FS      | bis 67 kg      |        |                              |
| Hugo Dietsche   | Bronze   | 1984 | GR      | bis 62 kg      |        |                              |

## Internationale Turniere in der Schweiz
- Ringer-Weltmeisterschaften 1977 im Freistil, Lausanne
- Ringer-Weltmeisterschaften 1989, Martigny
- Ringer-Europameisterschaften 1973 im Freistil, Lausanne
- Ringer-Europameisterschaften 1995 im Freistil, Freiburg im Üechtland

## Schweizer Nationalliga
Die Nationalliga wird von der Swiss Wrestling Federation organisiert und besteht seit der Reform 2009 aus drei Ligen: der Swiss Wrestling Premium League (ehemals Nationalliga A), der Swiss Wrestling Challenge League (ehemals Nationalliga B) und der Swiss Wrestling Promotion League (frühere 1. Liga).

### Swiss Wrestling Premium League (höchste Liga)
In der Premium League kämpfen derzeit sechs Mannschaften um den Schweizer Mannschaftsmeistertitel (Stand: Saison 2025):
- Ringerstaffel Kriessern
- Ringerriege Einsiedeln
- Ringerstaffel Freiamt
- Ringerriege Schattdorf
- Ringerclub Willisau
- Ringerclub Oberriet-Grabs

Die Saison wird in einer Vor- und Rückrunde durchgeführt. Die vier bestplatzierten Teams qualifizieren sich für die Playoffs, welche im K.-o.-System mit Hin- und Rückkampf ausgetragen werden. Der Schweizermeistertitel wird im Modus „Best of Three“ vergeben. Der Letztplatzierte bestreitet Auf-/Abstiegskämpfe gegen den Sieger der Challenge League.

### Swiss Wrestling Challenge League (zweithöchste Liga)
Die Challenge League ist in zwei geografisch ausgeloste Gruppen mit je vier Teams unterteilt. Nach der Vorrunde bestreiten die jeweils zwei besten Teams Playoffs, die übrigen vier Teams kämpfen in Playouts um Klassierung und Verbleib in der Liga. Der Sieger tritt in Auf-/Abstiegskämpfen gegen das Schlusslicht der Premium League an.

### Swiss Wrestling Promotion League (dritthöchste Liga)
Die Promotion League ist ebenfalls in zwei Gruppen (Ost/West) organisiert. Die Gruppensieger ringen im Finale um den Meistertitel. Aufstiegsmöglichkeiten bestehen nur für eigenständige Vereine, nicht für Kampfgemeinschaften oder zweite Mannschaften.

### Allgemeine Bestimmungen und Format
- Teilnahme: Nur Vereine, die alle statutarischen Verpflichtungen erfüllen, sind teilnahmeberechtigt. Vereine müssen Kampfrichter stellen.
- Lizenzierung: Es gelten strenge Lizenzvorgaben (z.  B. Alters-, Gewichtslimits, Ausländerklausel).
- Ausländerklausel: Ausländer mit >2 Jahren Wohnsitz in der Schweiz gelten als „Ringer-Schweizer“.
- Keine Ausländer dürfen offiziell eingesetzt werden, Ausnahme: Ringer-Schweizer.
- Doppellizenzen: In der 1. Liga erlaubt (z.  B. für Kampfgemeinschaften), in Premium- und Challenge League sehr eingeschränkt.
- Weibliche Ringer: In der Premium League nicht zugelassen, in Challenge League und 1. Liga erlaubt.
- Gewichtsklassen:
  - Premium & Challenge League: 10 Kämpfe (9 Gewichtsklassen, 75 kg doppelt).
  - 1. Liga: 8 Kämpfe (leichterer Aufbau, Mindestgewicht ab 46 kg).

### Wettkampfrhythmus und Austragung
- Alle Kämpfe in Premium/Challenge League bestehen aus 10 Einzeldisziplinen im Wechsel zwischen Freistil und Greco.
- In der 1. Liga werden 8 Kämpfe ausgetragen.
- Finale Premium League: Austragung am Wochenende, dritter Final bei Gleichstand entscheidet (mit Heimrecht nach Punktesystem).
- Alle Finalkämpfe müssen ab 2025 per Livestream übertragen werden.
- Wiegen erfolgt im Trikot, strikt nach vorgegebenem Zeitfenster.
- Strafen und Sanktionen bei Nichteinhaltung des Reglements (z.  B. Nichtantreten, inkorrekte Lizenzen, unsportliches Verhalten).

### Auf- und Abstieg
- Auf- und Abstieg zwischen allen Ligen findet im Hin- und Rückkampfmodus statt.
- Bei Gleichstand entscheidet die Einzelkampfwertung und Punktedifferenz nach einem festgelegten Prioritätssystem.
- Mannschaften, die sich aus der Liga zurückziehen, müssen wieder in der 1. Liga starten.

## Verbände
Die Ringervereine in der Schweiz sind über drei regionale Verbände organisiert:
- Ostschweizerischer Ringerverband (ORV)
- Zentralschweizerischer Ringerverband (ZRV) (Deutschschweiz Mitte/Süd)
- Fédération Suisse Romande de Lutte Amateur (FSRLA) (Westschweiz, Romandie)

## Vereine/Clubs
| Verein             | Verband | Liga (Saison 2024/25)                        |
| ------------------ | ------- | -------------------------------------------- |
| RC Willisau Lions  | ZRV     | Premium League (Meister 2024)                |
| RS Kriessern       | ORV     | Premium League                               |
| RS Freiamt         | ORV     | Premium League                               |
| RR Einsiedeln      | ORV     | Premium League                               |
| RR Schattdorf      | ORV     | Premium League                               |
| RC Oberriet-Grabs  | ORV     | Premium League                               |
| RS Sense           | FSRLA   | Challenge League (Aufsteiger Kandidat)       |
| RR TV Weinfelden   | ORV     | Challenge League                             |
| RR Brunnen         | ORV     | Challenge League                             |
| RR Tuggen          | ORV     | Challenge League                             |
| TV Ufhusen         | ZRV     | Challenge League                             |
| WA Bern (WAB)      | ZRV     | Promotion / Challenge League (Aufstieg 2024) |
| RC Belp            | ZRV     | Promotion League (seit 2025)                 |
| RC Rapperswil-Jona | ORV     | Promotion League                             |
| RC Winterthur      | ORV     | Promotion League                             |
| Lutte Team Valais  | FSRLA   |                                              |
| NRC Thalheim       | ORV     |                                              |
| Swiss Fight Club   | ORV     |                                              |
| RR TV Olten        | ZRV     |                                              |
| CO Domdidier       | FSRLA   | Promotion League                             |
| RR Hergiswil       | ZRV     | Challenge League                             |
| RR Uzwil           | ORV     |                                              |
| Genève-Lutte       | FSRLA   |                                              |
| RC Therwil         | ZRV     |                                              |
| RC Oberhasli       | ZRV     |                                              |
| STV Luzern         | ZRV     |                                              |